# Canard sylvicole
Sarkidiornis sylvicola
Espèce
Statut de conservation UICN

 LC  : Préoccupation mineure
Le Canard sylvicole (Sarkidiornis sylvicola) est une espèce d'oiseaux de la famille des Anatidae.
Elle était et est parfois encore considérée comme une sous-espèce du Sarcidiorne à bosse (S. melanotos), de l'Ancien Monde.

## Répartition
Cet oiseau vit en Amérique du Sud.